# محمد السفری
محمد السفری (انگلیسی: Mohammed Al-Safri؛ زادهٔ ۲۵ ژوئن ۱۹۹۰) یک ورزشکار اهل عربستان سعودی است.
از باشگاه‌هایی که در آن بازی کرده‌است می‌توان به باشگاه فوتبال الفیصلی عربستان سعودی، باشگاه فوتبال الاهلی عربستان سعودی، باشگاه فوتبال الاتفاق عربستان سعودی، باشگاه فوتبال الحزم عربستان سعودی، و باشگاه فوتبال الشعله عربستان سعودی اشاره کرد.